# مهدی حسن میتو
مهدی حسن میتو (بنگالی: মোহাম্মদ মেহেদী হাসান মিঠু؛ زادهٔ ۲۴ اکتبر ۱۹۹۴) بازیکن فوتبال اهل بنگلادش است.
وی همچنین در تیم ملی فوتبال بنگلادش بازی کرده است.